# Радужницы
Ра́дужницы (лат. Donaciinae) — подсемейство жесткокрылых из семейства листоедов.

## Описание
Жуки длиной от 4 до 10 мм с длинными усиками.

## Экология и местообитания
Обитают возле воды на водных растениях. Жуки питаются преимущественно надводными частями растений. Личинки развиваются на подводных частях растений (корнях, корневищах и листьях). Личинки дышат кислородом, содержащимся в воздухоносных тканях растений, протыкая их крючками на конце брюшка. Кроме того у личинок возможно дыхание через покровы тела.

## Классификация
В мировой фауне насчитывается около 170 видов из семи родов:
- Donacia
- Donaciella
- Neohaemonia
- Macroplea
- Plateumaris
- Poecilocera
- Sominella

## Распространение
Представители подсемейства встречаются преимущественно в Евразии и Северной Америке. Немногочисленны в трипической Африке, Азии и Австралии. Отсутствуют в Южной Америке.